# Propalticus virgatus
Propalticus virgatus es una especie de insecto coleóptero de la familia Propalticidae.

## Distribución geográfica
Es endémico de Sumatra (Indonesia).